# ユリー・デ・フラーハ
ユリー・デ・フラーハ（Anna Julia "Julie" de Graag、 1877年7月18日 - 1924年2月2日）はオランダの木版画家、水彩画家、イラストレーター
。

## 略歴
オランダの南ホラント州のホルクムで地方役人の娘に生まれた。母親はアマチュア画家であった。病弱な子供であったとされる。1890年代に家族とデン・ハーグに移った。デン・ハーグの王立美術アカデミーの女性クラスに入学し、版画家のヨハネス・ヨセフス・アールツや画家、批評家のヘンク・ブレマー(Henk Bremmer: 1871- 1956)に学んだ。中等教育の教員資格(MO-opleiding)も取得した。
1904年に、芸術家村になっていた北ホラント州のラーレンに移って活動し、彫刻家のヨーゼフ・メンデス・ダ・コスタ(Joseph Mendes da Costa: 1863-1939)や、幾何学的抽象絵画の画家、工芸家のバルト・ファン・デル・レック(Bart van der Leck: 1876-1958)らの影響を受けて、様式的なスタイルの作品を制作するようになった。1908年12月にスタジオが火事になり多くの作品が失われた。画家の仕事をしながら、週に数時間ユトレヒトの女学校で教えた。
恵まれない健康のため、しばしば実家で静養しなければならなかった。 作品の傾向は暗いものになっていったとされる。
1924年にデン・ハーグで47歳で自殺した。
作品はユトレヒト中央博物館やクレラー・ミュラー美術館、アーネム現代美術館(Museum of Modern Art Arnhem)、ボイマンス・ヴァン・ベーニンゲン美術館、アムステルダム国立美術館などに収蔵されている。

## 作品

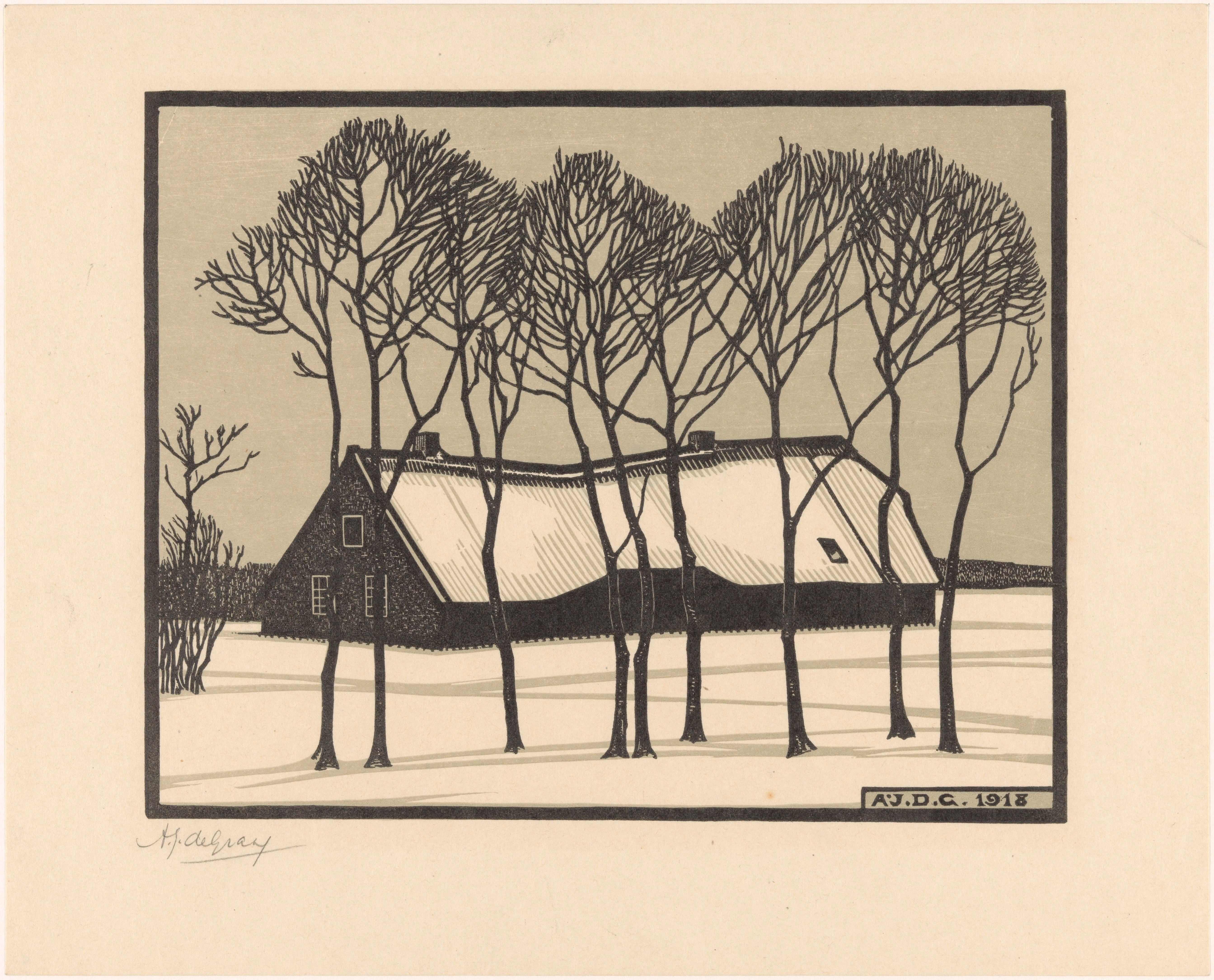
雪の中の農場
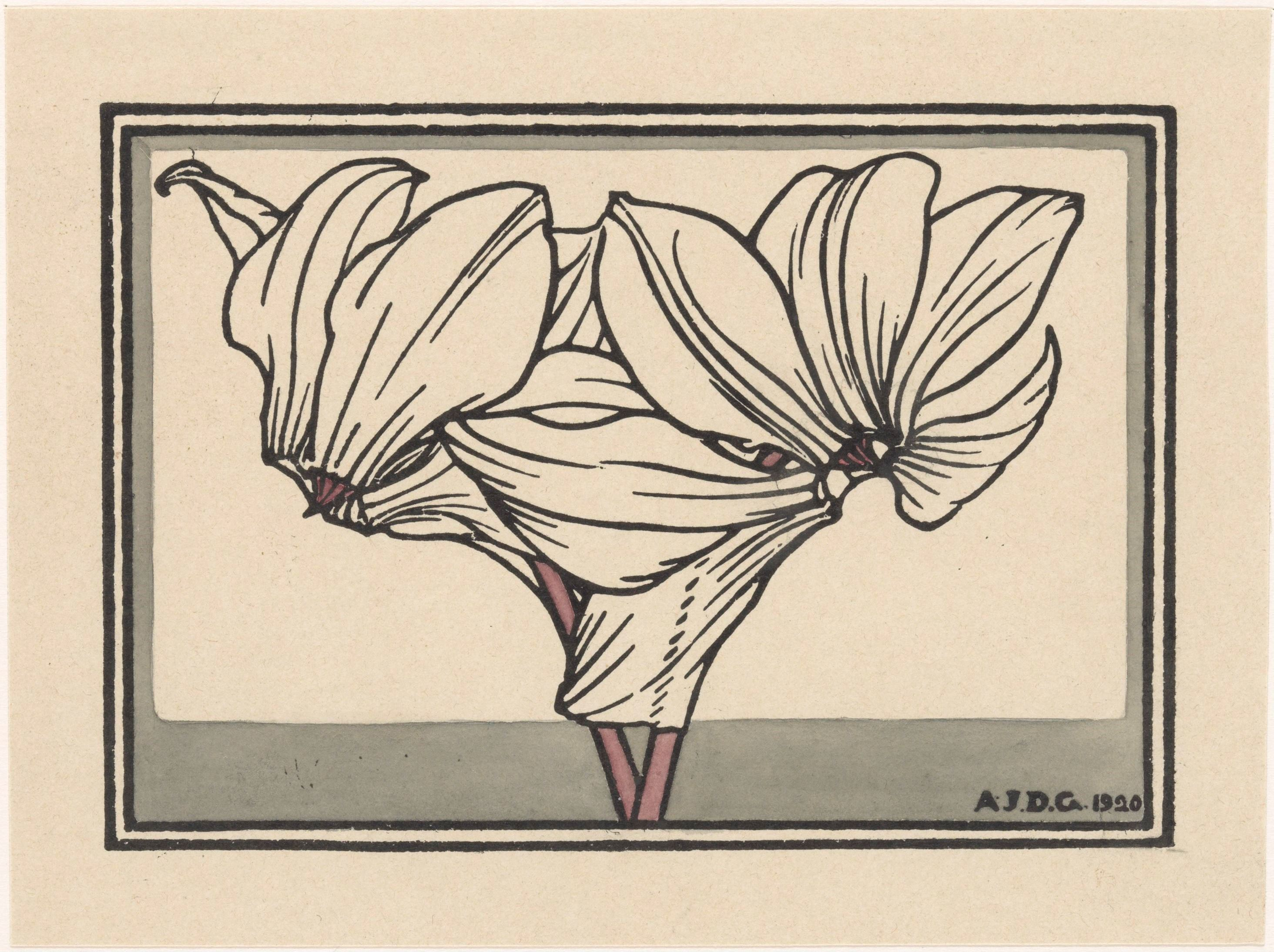
シクラメン
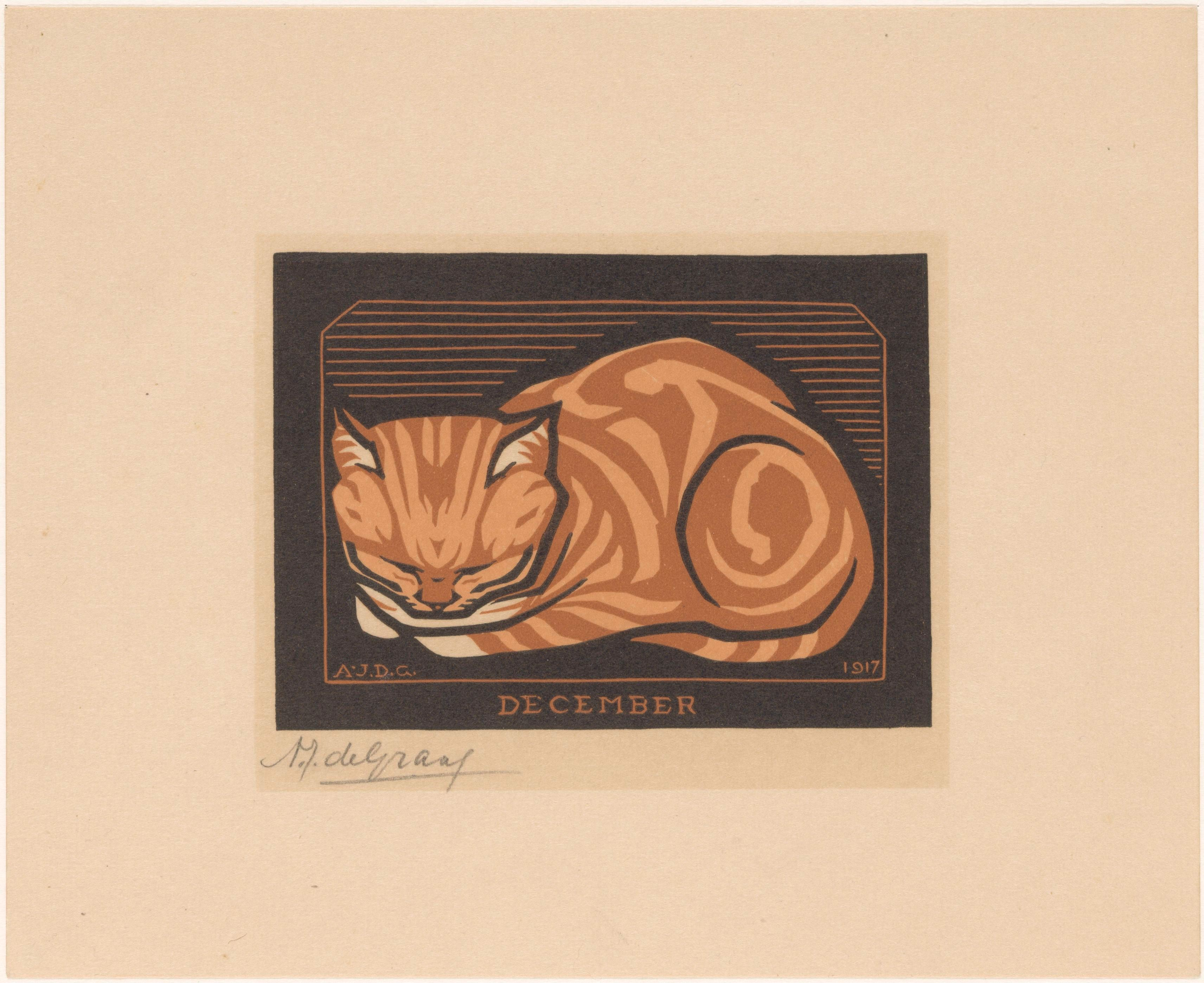
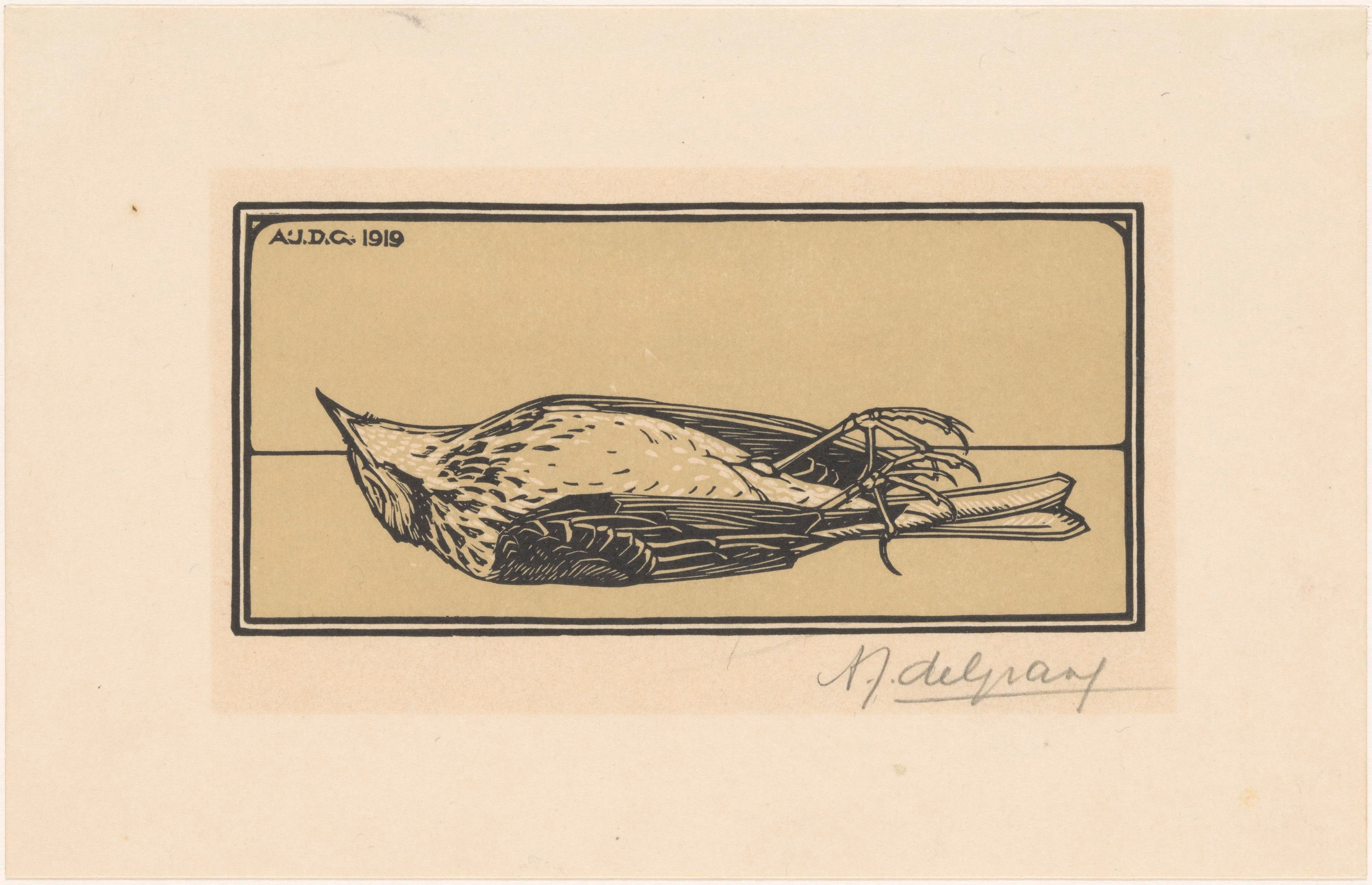
死んだ鳥
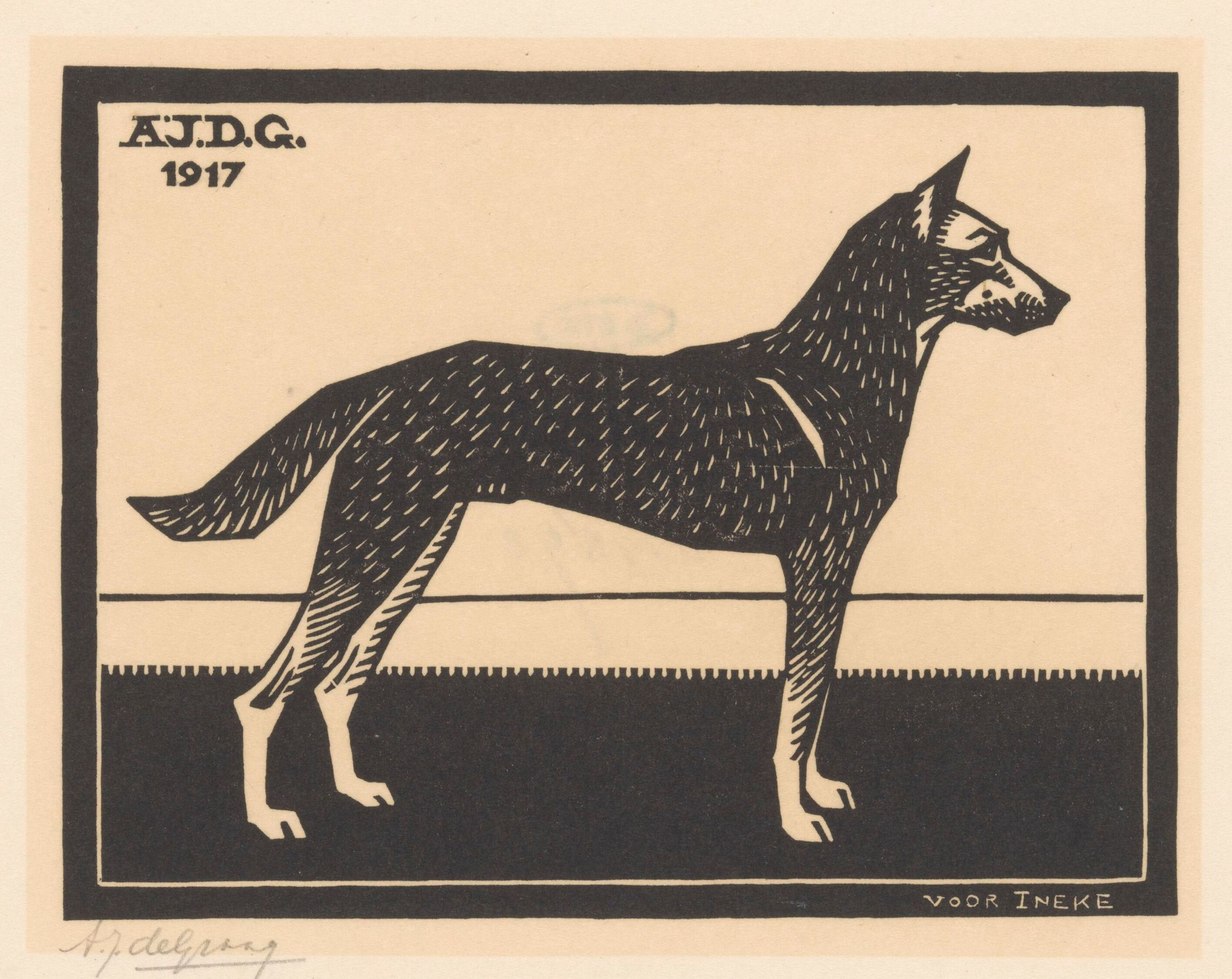
犬
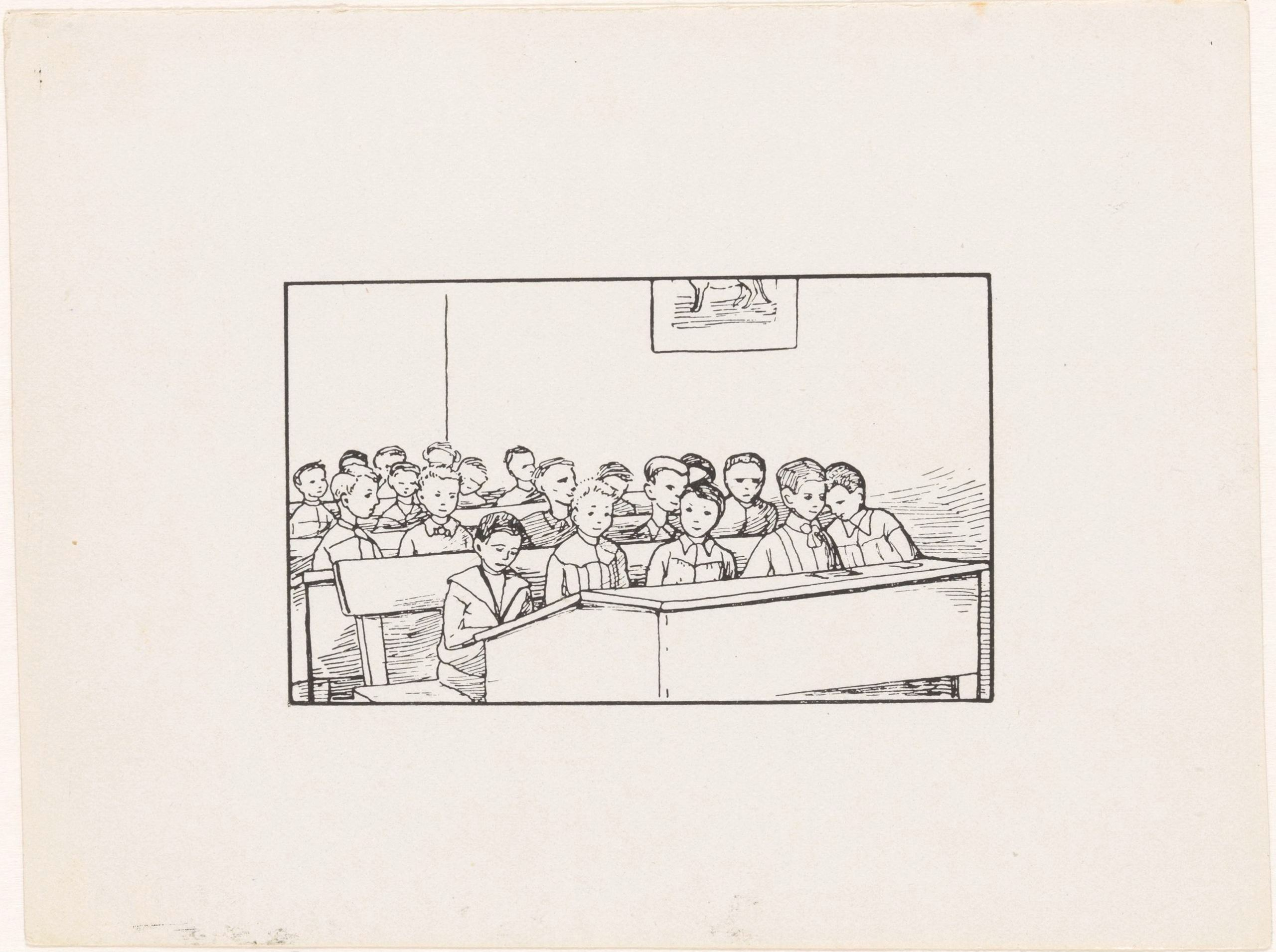
小学校の生徒たち
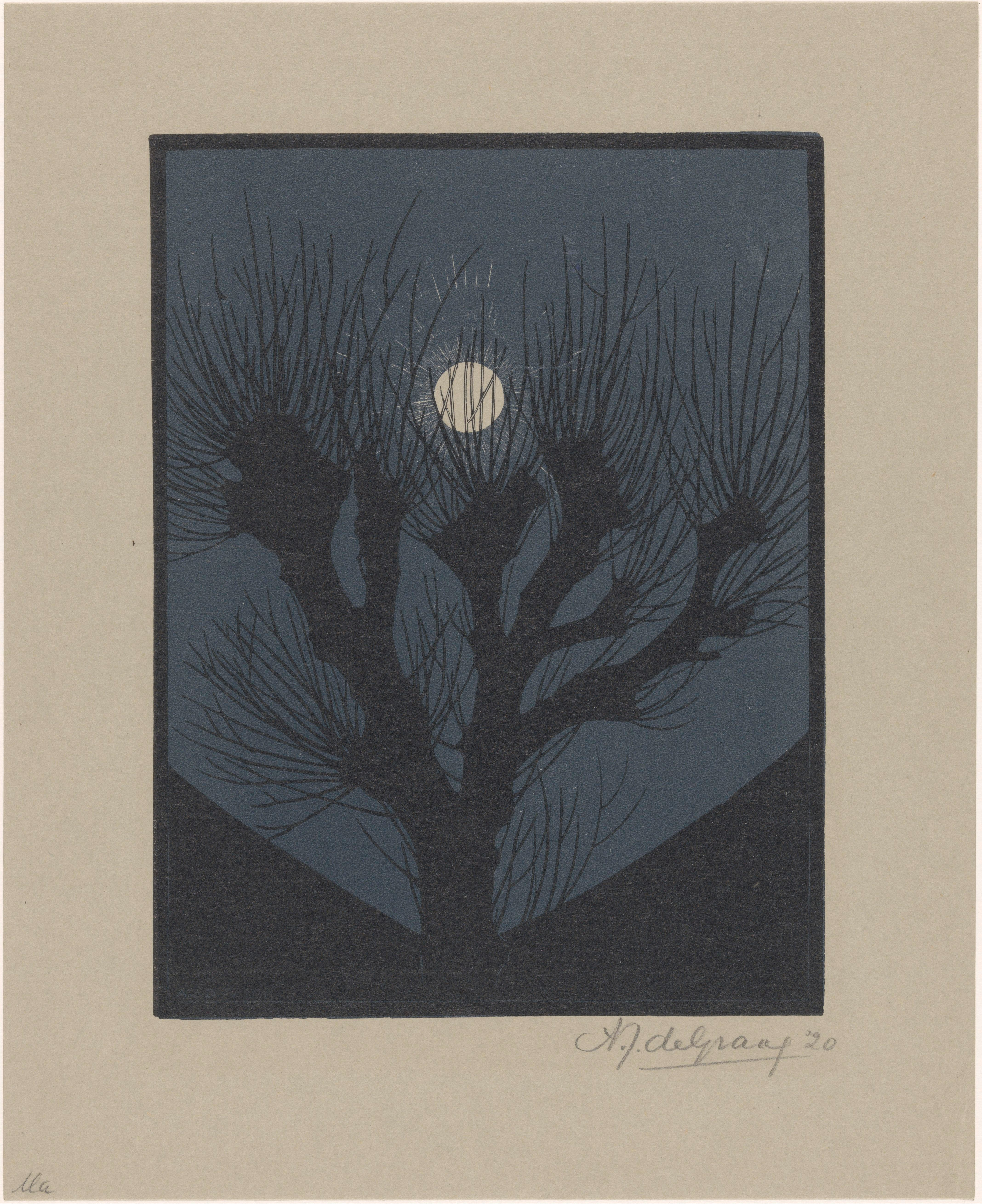
月夜
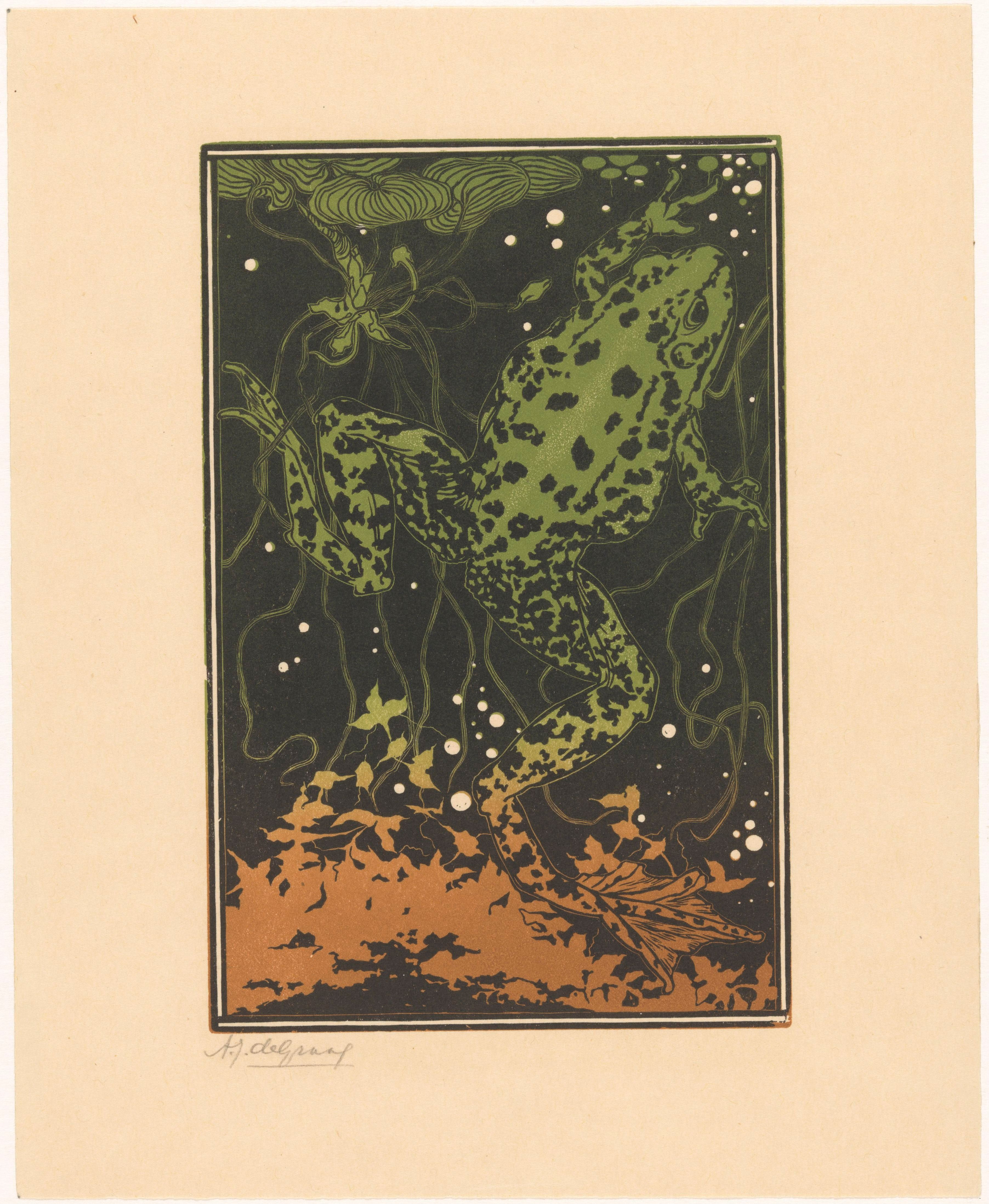
泳ぐカエル